# Гіпоксилон
Гіпоксилон (Hypoxylon) — рід грибів родини Hypoxylaceae. Назва вперше опублікована 1791 року.
В Україні зустрічаються гіпоксилон темно-бурий (Hypoxylon fuscum) та гіпоксилон ламкий (Hypoxylon fragiforme).

## Галерея

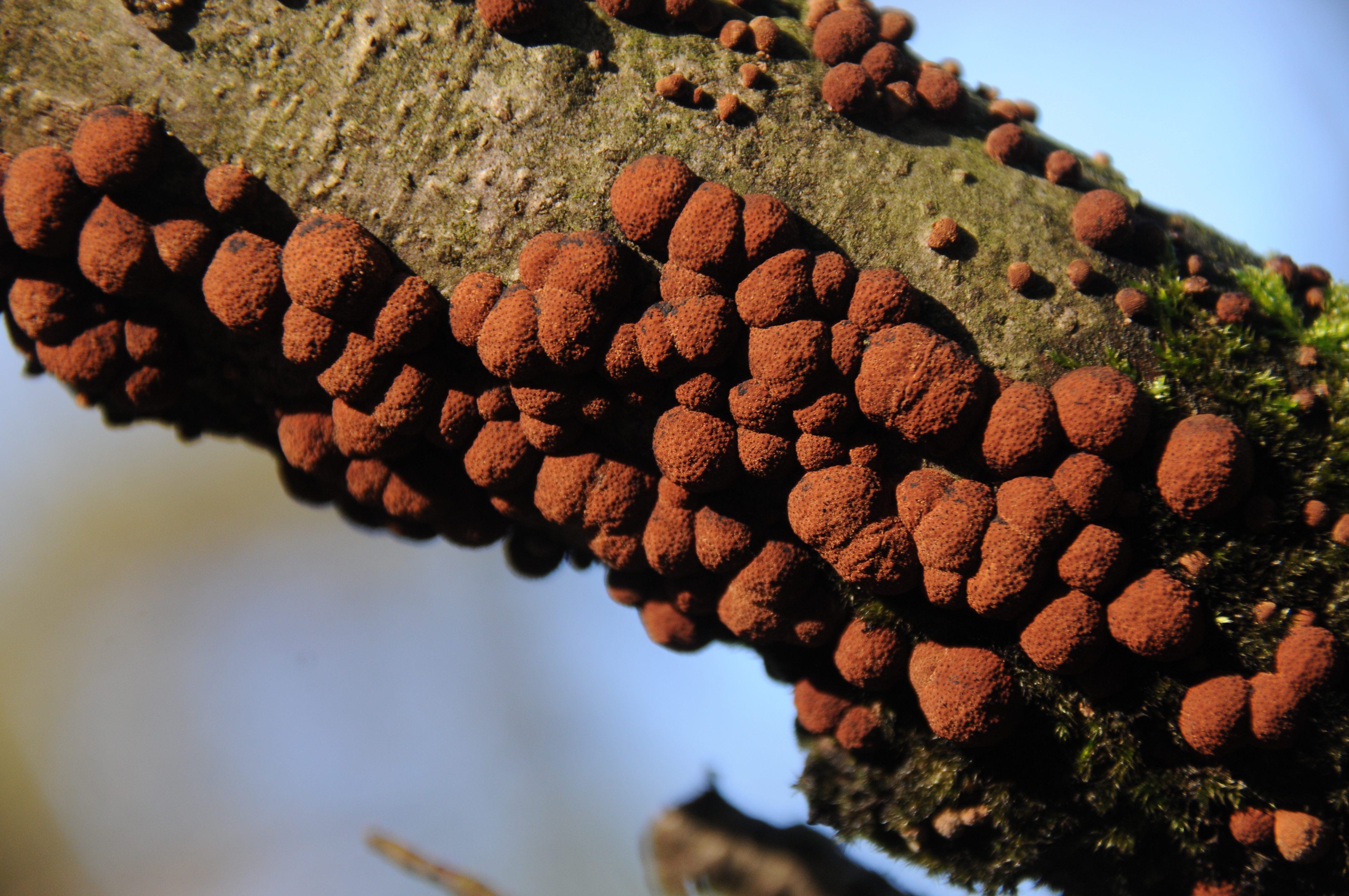
Hypoxylon fragiforme
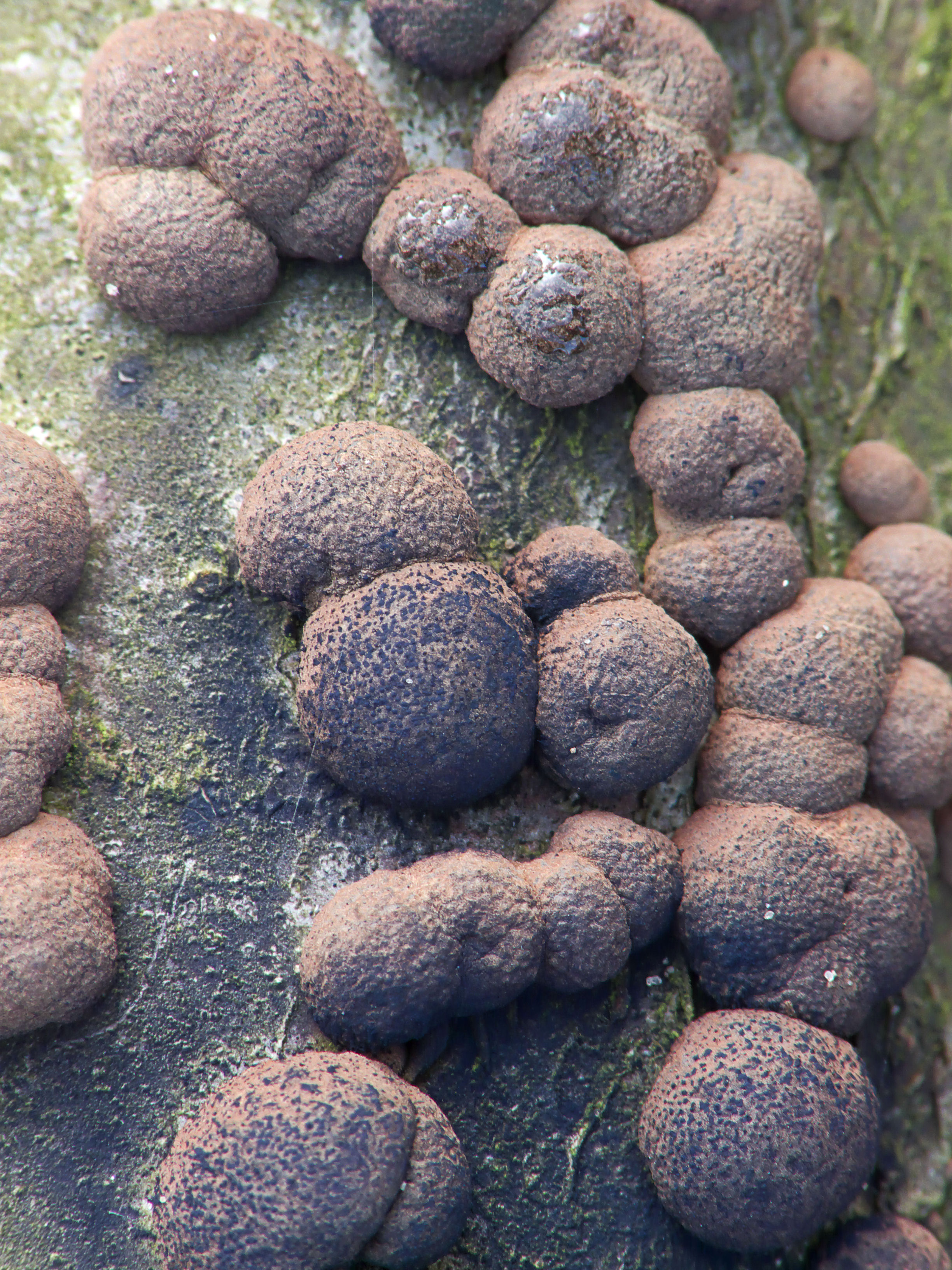
Hypoxylon fuscum
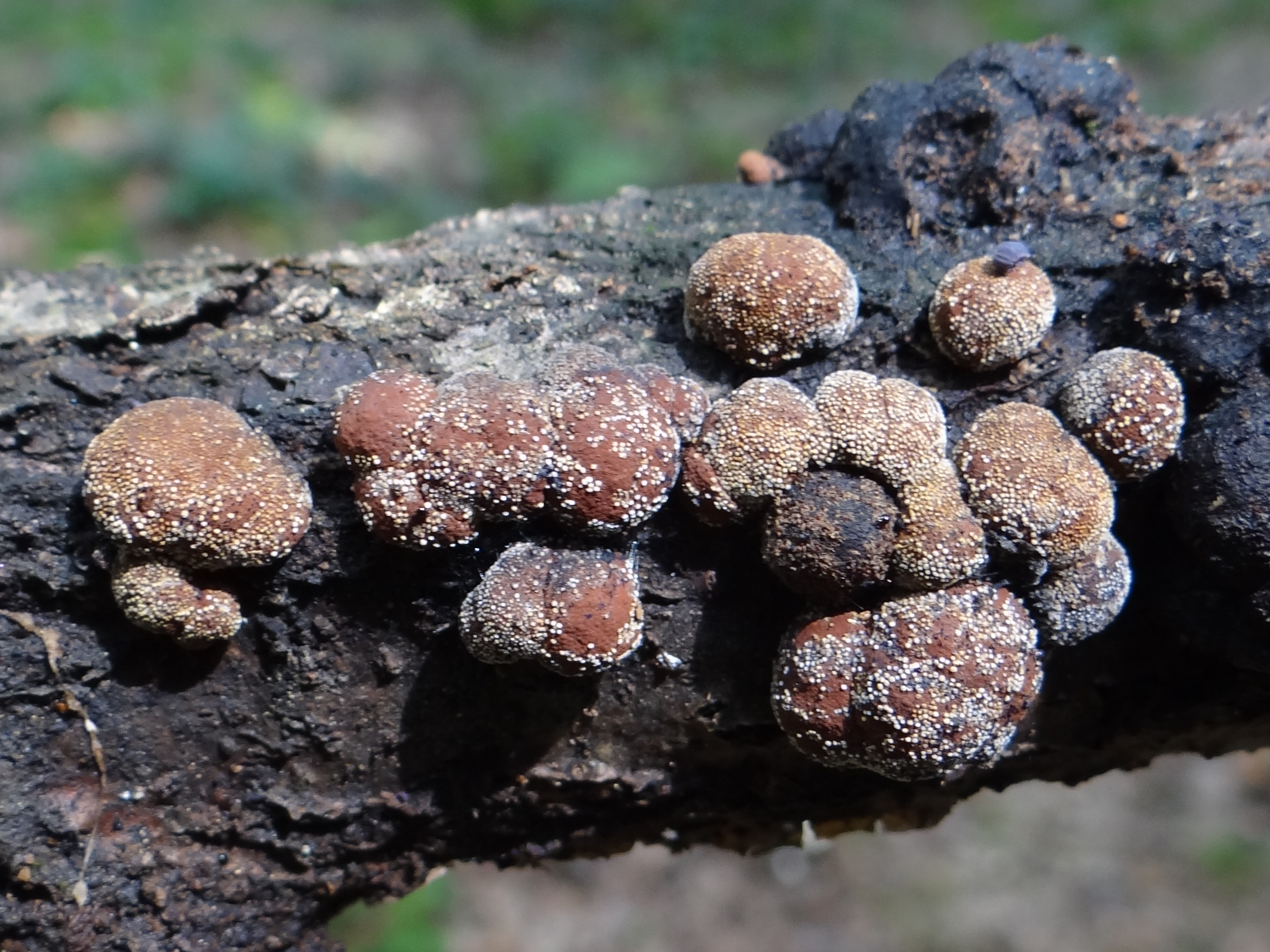
Hypoxylon howeanum